# Jefferson County, Tennessee
Jefferson County är ett administrativt område i delstaten Tennessee, USA, med 51 407 invånare. Den administrativa huvudorten (county seat) är Dandridge.

## Geografi
Enligt United States Census Bureau har countyt en total area på 814 km². 709 km² av den arean är land och 105 km² är vatten.

### Angränsande countyn
- Hamblen County - nordöst
- Cocke County - sydöst
- Sevier County - syd
- Knox County - väst
- Grainger County - nord